# 三官庙街道
三官庙街道，是中华人民共和国河南省郑州市中原区下辖的一个乡镇级行政单位。

## 行政区划
三官庙街道下辖以下地区：
伏牛路北社区、三官庙社区、共和新街社区、郑上路社区、工农路社区、省纺机社区、郑煤机社区、华山路社区、中原中路一社区、中原中路二社区、电业新村社区、西环路社区和湖光苑社区。